# Јозеф Модер
Јозеф Модер, (чеш. Jozef Móder;Тврдошовце, 19. септембар 1947) је бивши чехсловачки и словачки фудбалер, везни играч. Носилац је златне медаље са Европског првенства 1976.. Његов брат Ладислав је такође био фудбалер.

## Каријера
Фудбал је почео да игра са 13 година у родном граду за клуб ФК Дружстевник Тврдошовце (1960−1965). Професионалну каријеру започео је 1966. у ФК Интер Братислава. Годину дана прелази у ФК Локомотиву Кошице за коју је наступао највећим дијелом своје каријере. Са овим клубом је два пута освојио Куп Чехословачке 1977. и 1979. Играо је и за прашку Дуклу и аустријски ГАК. Са Гаком је 1981. године освојио Куп Аустрије. У првенству Чехословачке одиграо је 318 утакмица и постигао 75 голова. Каријеру је завршио у 35. години. У Купу побједника купова одигао је 9 мечева, а у Купу Уефа 3 меча.
Био је члан фудбалске репрезентације Чехословачке на Европском првенству 1976. године, на којем је освојио златну медаљу. За репрезентацију је дебитовао 26. априла 1972. године у мечу против Луксембурга, који је завршен резултатом 6:0 у корист Чехословачке. Од дреса националног тима опростио се 21. септембра 1977. у квалификационој утакмици за Светско првенство 1978. против Шкотске. За препрезентацију је одиграо 17 утакмица и постигао 3 гола. Сва три гола, Модер је постигао, у четвртфиналу квалификационог турнира за Европско првенство 1976. у мечу против СССР-а. 

## Лигашки учинак
| Сезона                        | Утакмица | Голова | Клуб                 |
| ----------------------------- | -------- | ------ | -------------------- |
| 1. чехословачка лига 1966/67. | 1        | 0      | ФК Интер Братислава  |
| 1. чехословачка лига 1967/68. | 25       | 2      | ФК Локомотива Кошице |
| 1. чехословачка лига 1968/69. | 26       | 5      | ФК Локомотива Кошице |
| 1. чехословачка лига 1969/70. | 28       | 11     | ФК Локомотива Кошице |
| 1. чехословачка лига 1970/71. | 27       | 7      | ФК Локомотива Кошице |
| 1. чехословачка лига 1971/72. | 28       | 9      | ФК Дукла Праг        |
| 1. чехословачка лига 1972/73. | 27       | 5      | ФК Дукла Праг        |
| 1. чехословачка лига 1973/74. | 29       | 7      | ФК Локомотива Кошице |
| 2. чехословачка лига 1974/75. | -        | -      | ФК Локомотива Кошице |
| 1. чехословачка лига 1975/76. | 29       | 9      | ФК Локомотива Кошице |
| 1. чехословачка лига 1976/77. | 24       | 8      | ФК Локомотива Кошице |
| 1. чехословачка лига 1977/78. | 30       | 2      | ФК Локомотива Кошице |
| 1. чехословачка лига 1978/79. | 27       | 8      | ФК Локомотива Кошице |
| 1. чехословачка лига 1979/80. | 25       | 5      | ФК Локомотива Кошице |
| Бундеслига 1980/81.           | 28       | 6      | ФК ГАК               |
| Бундеслига 1981/82.           | 32       | 3      | ФК ГАК               |
| 1. чехословачка лига 1982/83. | 18       | 2      | ФК Локомотива Кошице |
| УКУПНО                        | 378      | 84     |                      |